# دودة سلكية
الفصيلة السالولية أو فراقع اللوز أو الخنافس الطقطاقة أو السَّالوليات أو الدودة السلكية أو خنفساء مطقطقة أو النطاطات (بالإنجليزية: Wireworm)‏ يرقة أجناس عديدة من الحشرات تضم ما مجموعه 9300 نوع و965 نوع وجد في أمريكا الشمالية. أهم الأجناس للدودة السلكية (باللاتينية: Limonius).
حشرة فرقع لوز هي أحد أنواع الخنافس من رتبة الحشرات غمدية الأجنحة، ويطلق عليها الخنافس المطقطقة، وهي تقوم بالدفاع عن نفسها من أي عدو خارجي عن طريق التظاهر بالموت، فهي تسقط على الأرض كما لو كانت في حالة إغماء وتظل لعدة ثواني مستلقية على ظهرها بلا حراك، وفجأة تثب وثبة سريعة عالية في الهواء في محاولة للابتعاد عن مكان الخطر، محدثة صوتًا مميزًا يُسمّى بالفرقعة. ويقول علماء الحشرات: إن مكمن هذا الصوت يأتي من شوكة أسفل الحلقة الصدرية الثانية والتي تظل ساكنة في تجويفها حينما تكون الحشرة في وضع سكون، وفي أثناء وثبة الفرقع لوز تسحب الشوكة من تجويفها فتسبب بذلك ارتطام الجناحين الأماميين للجسم لسطح الأرض، يساعدها هذا الارتطام على حركتها السريعة الرشيقة.

## الأجناس
- دربس